# Primera Divisió d'Andorra 2024-25
La Primera Divisió d'Andorra 2024-25, o, oficialment, i per motius de patrocini, Lliga Multisegur Assegurances, és la 30ena edició del campionat de la màxima categoria de futbol del Principat d'Andorra. És organitzada per la Federació Andorrana de Futbol i disputada per 10 equips de futbol andorrans.
La temporada va començar el 14 de setembre de 2024 i finalitzarà el pròxim 18 de maig de 2025, després que es juguin les tres voltes de la lliga regular.

## Sistema de competició
El campionat constarà d'una fase regular a quatre rodes. Els deu equips s'enfrontaràn entre si sota el sistema de tots contra tots a tres voltes, completant un total de 27 dates de partits durant tota la temporada.
L'equip que acumuli més punts es consagrarà campió, i accedirà a la ronda preliminar de la Lliga de Campions de la UEFA 2025-26. Així mateix, el subcampió es classificarà per a la Primera ronda classificatòria de la Lliga Conferència de la UEFA 2025-26. Un segon lloc per a la Primera ronda classificatòria de la Lliga Conferència de la UEFA 2025-26 serà assignat al campió de la Copa Constitució 2025.
D'altra banda, aquell equip que aconsegueixi una menor puntuació descendirà directament a la Segona Divisió, mentre que el penúltim disputarà una promoció contra el subcampió d'aquesta categoria.
La classificació s'establirà a partir dels punts obtinguts en cada trobada, atorgant tres per partit guanyat, un per empatat i cap en cas de derrota. En cas d'igualtat de punts entre dos o més equips, s'aplicaràn, en l'esmentat ordre, els següents criteris de desempat:
1. Major quantitat de punts en els partits entre els equips implicats;
2. Millor diferència de gols en els partits entre els equips implicats;
3. Major quantitat de gols a favor en els partits entre els equips implicats;
4. Millor diferència de gols en tota la temporada;
5. Major quantitat de gols a favor en tota la temporada.

## Ascensos i descensos
| Pos. | Descendits de la 1.ª Divisió |
| ---- | ---------------------------- |
| 9.º  | Carroi                       |
| 10.º | Atlètic Amèrica              |

| Pos. | Ascendits de la 2.ª Divisió |
| ---- | --------------------------- |
| 1.º  | La Massana                  |
| 2.º  | Ranger's                    |

## Equips participants
| Equip                   | Ciutat                 |
| ----------------------- | ---------------------- |
| Atlètic Club d'Escaldes | Escaldes-Engordany     |
| La Massana              | La Massana             |
| Ranger's                | Andorra la Vella       |
| Penya Encarnada         | Andorra la Vella       |
| Esperança d'Andorra     | Andorra la Vella       |
| Inter Club d'Escaldes   | Escaldes-Engordany     |
| FC Ordino               | Ordino                 |
| Pas de la Casa          | El Pas de la Casa      |
| FC Santa Coloma         | Santa Coloma d'Andorra |
| UE Santa Coloma         | Santa Coloma d'Andorra |

| Parròquia          | N.º | Equips                                                                            |
| ------------------ | --- | --------------------------------------------------------------------------------- |
| Andorra la Vella   | 5   | Ranger's, Penya Encarnada, FC Santa Coloma, UE Santa Coloma i Esperança d'Andorra |
| Escaldes-Engordany | 2   | Atlètic Club d'Escaldes i Inter Club d'Escaldes                                   |
| Ordino             | 1   | Ordino                                                                            |
| Encamp             | 1   | Pas de la Casa                                                                    |
| La Massana         | 1   | La Massana                                                                        |

## Classificació
| Pos | Equip                   | PJ | V | E | D  | GF | GC | DG  | Pts | Classificacions i Descensos                                     |
| --- | ----------------------- | -- | - | - | -- | -- | -- | --- | --- | --------------------------------------------------------------- |
| 1   | Inter Club d'Escaldes   | 12 | 7 | 4 | 1  | 30 | 10 | +20 | 25  | Classificació per als Play-Offs de la Lliga de Campions 2025-26 |
| 2   | Rànger's                | 12 | 6 | 5 | 1  | 24 | 6  | +18 | 23  | Classificació per als Play-Offs de la Lliga Conferència 2025-26 |
| 3   | UE Santa Coloma         | 12 | 7 | 2 | 3  | 26 | 9  | +17 | 23  |                                                                 |
| 4   | FC Santa Coloma         | 12 | 7 | 2 | 3  | 18 | 11 | +7  | 23  |                                                                 |
| 5   | Atlètic Club d'Escaldes | 12 | 6 | 4 | 2  | 28 | 15 | +13 | 22  |                                                                 |
| 6   | Pas de la Casa          | 12 | 5 | 3 | 4  | 17 | 11 | +6  | 18  |                                                                 |
| 7   | Ordino                  | 12 | 4 | 2 | 6  | 13 | 21 | −8  | 14  |                                                                 |
| 8   | Penya Encarnada         | 12 | 3 | 2 | 7  | 12 | 28 | −16 | 8   |                                                                 |
| 9   | La Massana              | 12 | 1 | 1 | 10 | 10 | 37 | −27 | 4   | Classificació per a la Permanència                              |
| 10  | Esperança               | 12 | 0 | 1 | 11 | 3  | 39 | −36 | 1   | Descens a la Segona Divisió d'Andorra 2025-26                   |

## Resultats
- Els horaris corresponen a la CET (Hora Central Europea) UTC+1 en horari estàndard i UTC+2 en horari d'estiu.

### Primera volta
| Pas de la Casa        | 1 - 2 | Ordino                  | Centre d'Entrenament de la FAF 1                                         | 14 de setembre                                                           | 20:30                                                                    |
| UE Santa Coloma       | 0 - 1 | FC Santa Coloma         | Centre d'Entrenament de la FAF 1                                         | 15 de setembre                                                           | 11:00                                                                    |
| Inter Club d'Escaldes | 6 - 1 | La Massana              | Centre d'Entrenament de la FAF 1                                         | 15 de setembre                                                           | 13:30                                                                    |
| Ranger's              | 4 - 0 | Esperança d'Andorra     | Centre d'Entrenament de la FAF 1                                         | 15 de setembre                                                           | 16:00                                                                    |
| Penya Encarnada       | -     | Atlètic Club d'Escaldes | Partit no realitzat. La Penya va ser sancionat amb la pèrdua de 3 punts. | Partit no realitzat. La Penya va ser sancionat amb la pèrdua de 3 punts. | Partit no realitzat. La Penya va ser sancionat amb la pèrdua de 3 punts. |

| FC Santa Coloma         | 1 - 1 | Ranger's              | Centre d'Entrenament de la FAF 1 | 21 de setembre | 20:30 |
| Esperança d'Andorra     | 0 - 3 | Inter Club d'Escaldes | Centre d'Entrenament de la FAF 1 | 22 de setembre | 11:00 |
| Atlètic Club d'Escaldes | 3 - 2 | Pas de la Casa        | Centre d'Entrenament de la FAF 1 | 22 de setembre | 13:30 |
| La Massana              | 1 - 3 | Penya Encarnada       | Centre d'Entrenament de la FAF 1 | 22 de setembre | 16:00 |
| Ordino                  | 0 - 2 | UE Santa Coloma       | Centre d'Entrenament de la FAF 1 | 22 de setembre | 18:30 |

| Pas de la Casa          | 2 - 2 | UE Santa Coloma     | Centre d'Entrenament de la FAF 1 | 28 de setembre | 20:30 |
| Ranger's                | 3 - 0 | Ordino              | Centre d'Entrenament de la FAF 1 | 29 de setembre | 11:00 |
| Penya Encarnada         | 4 - 1 | Esperança d'Andorra | Centre d'Entrenament de la FAF 1 | 29 de setembre | 13:30 |
| Inter Club d'Escaldes   | 2 - 0 | FC Santa Coloma     | Centre d'Entrenament de la FAF 1 | 29 de setembre | 16:00 |
| Atlètic Club d'Escaldes | 3 - 1 | La Massana          | Centre d'Entrenament de la FAF 1 | 29 de setembre | 18:30 |

| Esperança d'Andorra | 0 - 5 | Atlètic Club d'Escaldes | Centre d'Entrenament de la FAF 1 | 5 d'octubre | 20:30 |
| La Massana          | 0 - 4 | Pas de la Casa          | Centre d'Entrenament de la FAF 1 | 6 d'octubre | 11:00 |
| UE Santa Coloma     | 0 - 1 | Ranger's                | Centre d'Entrenament de la FAF 1 | 6 d'octubre | 13:30 |
| Ordino              | 0 - 4 | Inter Club d'Escaldes   | Centre d'Entrenament de la FAF 1 | 6 d'octubre | 16:00 |
| FC Santa Coloma     | 2 - 1 | Penya Encarnada         | Centre d'Entrenament de la FAF 1 | 6 d'octubre | 18:30 |

| La Massana              | 1 - 1 | Esperança d'Andorra | Centre d'Entrenament de la FAF 1 | 19 d'octubre | 20:30 |
| Atlètic Club d'Escaldes | 4 - 2 | FC Santa Coloma     | Centre d'Entrenament de la FAF 1 | 20 d'octubre | 11:00 |
| Penya Encarnada         | 0 - 0 | Ordino              | Centre d'Entrenament de la FAF 1 | 20 d'octubre | 13:30 |
| Inter Club d'Escaldes   | 3 - 2 | UE Santa Coloma     | Centre d'Entrenament de la FAF 1 | 20 d'octubre | 16:00 |
| Pas de la Casa          | 0 - 0 | Ranger's            | Centre d'Entrenament de la FAF 1 | 20 d'octubre | 18:30 |

| Ordino              | 2 - 2 | Atlètic Club d'Escaldes | Centre d'Entrenament de la FAF 1 | 26 de octubre | 20:30 |
| UE Santa Coloma     | 2 - 1 | Penya Encarnada         | Centre d'Entrenament de la FAF 1 | 27 de octubre | 11:00 |
| FC Santa Coloma     | 2 - 0 | La Massana              | Centre d'Entrenament de la FAF 1 | 27 de octubre | 13:30 |
| Esperança d'Andorra | 0 - 2 | Pas de la Casa          | Centre d'Entrenament de la FAF 1 | 27 de octubre | 16:00 |
| Ranger's            | 2 - 2 | Inter Club d'Escaldes   | Centre d'Entrenament de la FAF 1 | 27 de octubre | 18:30 |

| Penya Encarnada         | 0 - 6 | Ranger's              | Centre d'Entrenament de la FAF 1 | 2 de novembre | 20:30 |
| Esperança d'Andorra     | 0 - 2 | FC Santa Coloma       | Centre d'Entrenament de la FAF 1 | 3 de novembre | 11:00 |
| Pas de la Casa          | 1 - 1 | Inter Club d'Escaldes | Centre d'Entrenament de la FAF 1 | 3 de novembre | 13:30 |
| Atlètic Club d'Escaldes | 0 - 0 | UE Santa Coloma       | Centre d'Entrenament de la FAF 1 | 3 de novembre | 16:00 |
| La Massana              | 0 - 3 | Ordino                | Centre d'Entrenament de la FAF 1 | 3 de novembre | 18:30 |

| Inter Club d'Escaldes | 5 - 1 | Penya Encarnada         | Centre d'Entrenament de la FAF 1 | 9 de novembre  | 20:30 |
| UE Santa Coloma       | 5 - 0 | La Massana              | Centre d'Entrenament de la FAF 1 | 10 de novembre | 11:00 |
| Ordino                | 3 - 1 | Esperança d'Andorra     | Centre d'Entrenament de la FAF 1 | 10 de novembre | 13:30 |
| Pas de la Casa        | 2 - 0 | FC Santa Coloma         | Centre d'Entrenament de la FAF 1 | 10 de novembre | 16:00 |
| Ranger's              | 3 - 2 | Atlètic Club d'Escaldes | Centre d'Entrenament de la FAF 1 | 10 de novembre | 18:30 |

| Penya Encarnada         | 1 - 0 | Pas de la Casa        | Centre d'Entrenament de la FAF 1 | 23 de novembre | 20:30 |
| FC Santa Coloma         | 3 - 1 | Ordino                | Centre d'Entrenament de la FAF 1 | 24 de novembre | 11:00 |
| Atlètic Club d'Escaldes | 3 - 1 | Inter Club d'Escaldes | Centre d'Entrenament de la FAF 1 | 24 de novembre | 13:30 |
| La Massana              | 0 - 4 | Ranger's              | Centre d'Entrenament de la FAF 1 | 24 de novembre | 16:00 |
| Esperança d'Andorra     | 0 - 5 | UE Santa Coloma       | Centre d'Entrenament de la FAF 1 | 24 de novembre | 18:30 |

| UE Santa Coloma         | 2 - 0 | Penya Encarnada     | Centre d'Entrenament de la FAF 1 | 30 de noviembre | 20:30 |
| Inter Club d'Escaldes   | 0 - 0 | Ranger's            | Centre d'Entrenament de la FAF 1 | 1 de diciembre  | 11:00 |
| Atlètic Club d'Escaldes | 0 - 0 | FC Santa Coloma     | Centre d'Entrenament de la FAF 1 | 1 de diciembre  | 13:30 |
| Ordino                  | 2 - 1 | La Massana          | Centre d'Entrenament de la FAF 1 | 1 de diciembre  | 16:00 |
| Pas de la Casa          | 1 - 0 | Esperança d'Andorra | Centre d'Entrenament de la FAF 1 | 1 de diciembre  | 18:30 |

| Penya Encarnada       | 0 - 0 | Ranger's                | Centre d'Entrenament de la FAF 1 | 8 de desembre  | 13:30 |
| Ordino                | 0 - 1 | FC Santa Coloma         | Centre d'Entrenament de la FAF 1 | 8 de desembre  | 16:00 |
| Inter Club d'Escaldes | 0 - 0 | Atlètic Club d'Escaldes | Centre d'Entrenament de la FAF 1 | 8 de desembre  | 18:30 |
| Pas de la Casa        | 1 - 2 | UE Santa Coloma         | Centre d'Entrenament de la FAF 1 | 10 de desembre | 10:30 |
| La Massana            | 5 - 0 | Esperança d'Andorra     | Centre d'Entrenament de la FAF 1 | 11 de desembre | 20:45 |

| La Massana              | 0 - 4 | FC Santa Coloma     | Centre d'Entrenament de la FAF 1 | 14 de desembre | 20:30 |
| Inter Club d'Escaldes   | 3 - 0 | Ordino              | Centre d'Entrenament de la FAF 1 | 15 de desembre | 11:00 |
| UE Santa Coloma         | 4 - 0 | Esperança d'Andorra | Centre d'Entrenament de la FAF 1 | 15 de desembre | 13:30 |
| Atlètic Club d'Escaldes | 6 - 1 | Penya Encarnada     | Centre d'Entrenament de la FAF 1 | 15 de desembre | 16:00 |
| Ranger's                | 0 - 1 | Pas de la Casa      | Centre d'Entrenament de la FAF 1 | 15 de desembre | 18:30 |

| Inter Club d'Escaldes | 9 - 0 | La Massana              | Centre d'Entrenament de la FAF 1 | 18 de gener | 20:30 |
| Pas de la Casa        | 2 - 2 | Atlètic Club d'Escaldes | Centre d'Entrenament de la FAF 1 | 19 de gener | 11:00 |
| UE Santa Coloma       | 1 - 1 | Ranger's                | Centre d'Entrenament de la FAF 1 | 19 de gener | 13:30 |
| FC Santa Coloma       | 3 - 2 | Esperança d'Andorra     | Centre d'Entrenament de la FAF 1 | 19 de gener | 16:00 |
| Ordino                | 0 - 1 | Penya Encarnada         | Centre d'Entrenament de la FAF 1 | 19 de gener | 18:30 |

| Esperança d'Andorra | - | Ranger's                | Centre d'Entrenament de la FAF 1 | 25 de gener | 20:30 |
| La Massana          | - | Penya Encarnada         | Centre d'Entrenament de la FAF 1 | 26 de gener | 11:00 |
| Ordino              | - | Pas de la Casa          | Centre d'Entrenament de la FAF 1 | 26 de gener | 13:30 |
| UE Santa Coloma     | - | Atlètic Club d'Escaldes | Centre d'Entrenament de la FAF 1 | 26 de gener | 16:00 |
| FC Santa Coloma     | - | Inter Club d'Escaldes   | Centre d'Entrenament de la FAF 1 | 26 de gener | 18:30 |

| UE Santa Coloma         | - | Ordino              | Centre d'Entrenament de la FAF 1 | 1 de febrer | 20:30 |
| Inter Club d'Escaldes   | - | Esperança d'Andorra | Centre d'Entrenament de la FAF 1 | 2 de febrer | 11:00 |
| Penya Encarnada         | - | FC Santa Coloma     | Centre d'Entrenament de la FAF 1 | 2 de febrer | 13:30 |
| Pas de la Casa          | - | La Massana          | Centre d'Entrenament de la FAF 1 | 2 de febrer | 16:00 |
| Atlètic Club d'Escaldes | - | Ranger's            | Centre d'Entrenament de la FAF 1 | 2 de febrer | 18:30 |

| FC Santa Coloma     | - | Pas de la Casa          | Centre d'Entrenament de la FAF 1 | 8 de febrer | 20:30 |
| Ordino              | - | Ranger's                | Centre d'Entrenament de la FAF 1 | 9 de febrer | 11:00 |
| La Massana          | - | UE Santa Coloma         | Centre d'Entrenament de la FAF 1 | 9 de febrer | 13:30 |
| Penya Encarnada     | - | Inter Club d'Escaldes   | Centre d'Entrenament de la FAF 1 | 9 de febrer | 16:00 |
| Esperança d'Andorra | - | Atlètic Club d'Escaldes | Centre d'Entrenament de la FAF 1 | 9 de febrer | 18:30 |

## Golejadors
- Actualitzat l'1 de desembre de 2024.[2]

| Post. | Jugador       | Club                    | Gols |
| ----- | ------------- | ----------------------- | ---- |
| 1     | Sascha Andreu | Inter Club d'Escaldes   | 9    |
| 2     | Armando León  | Ranger's                | 7    |
| 3     | Christian     | Atlètic Club d'Escaldes | 6    |
| 4     | Pedja Muñoz   | Atlètic Club d'Escaldes | 5    |
| 5     | Álex Gómez    | Atlètic Club d'Escaldes | 5    |
| 6     | Monsif Httar  | Ranger's                | 4    |